# Ульман, Карл Христиан (1793—1871)
Карл Христиан Ульман (нем. Karl Christian Ulmann; 1793—1871) — ординарный профессор и ректор Дерптского университета, лютеранский епископ, коллежский советник.

## Биография
Родился 3 (14) февраля 1793 года в Риге в купеческой семье. Окончил Рижскую гимназию (1810). Затем обучался богословию в Дерптском университете (1810—1814), где в 1813 году был награждён серебряной медалью за проповедь, написанную им на соискание награды. Занимался также в Йенском и Геттингенском университетах (1815—1816). В 1817 году получил место пастора в приходе Кремон и Петерскапель, а в 1835 году был произведён в заседатели Лифляндской духовной консистории.
После получения степень доктора философии в Иенском университете (1835) был избран советом Дерптского университета на академическую должность ординарного профессора (1836) кафедры практического богословия и утверждён на ней министром народного просвещения. Кротостью и достоинством характера и аккуратностью в исполнении преподавательских обязанностей Ульман снискал себе любовь как у профессоров, так и у студентов. Студенты особенно почитали его за ведение у них суда чести. Три раза был избираем ректором (1839—1842). В 1842 году в связи с болезнью по прошению был уволен с должности ректора. В ноябре 1842 года был вынужден уйти из университета и переехал в Ригу.
Высочайшим приказом от 4 февраля 1856 Ульман был назначен вице-президентом евангелическо-лютеранской Генеральной консистории и тем поставлен главой всего евангелического духовенства России. В этой должности в 1859 получил Высочайшее соизволение на учреждение «вспомогательной кассы для лютеранских приходов в России», а в 1858 был возведен Императором в сан епископа. При восторженном участии многих тысяч людей Ульман (18 декабря 1866) отпраздновал в Санкт-Петербурге свой 60-летний служебный юбилей. В знак уважения к его многочисленным заслугам на должности пастора, профессора и главы евангелического духовенства России, ему был поднесен от имени Дерптского университета диплом на степень почётного доктора богословия. При этом же случай Высочайшим приказом Ульману была пожалована пожизненная пенсия в размере 2000 рублей. Вскоре после этого Ульман подал прошение об отставке, на что последовало Высочайшее соизволение. После отставки Ульман поселился в городе Валке, где в кругу семейств своих сыновей, которые также там поселились, прожил до своей кончины, последовавшей 8 (20) октября 1871 года.